# Un ragazzo, un cane, due inseparabili amici
Un ragazzo, un cane, due inseparabili amici (A Boy and His Dog), noto anche con il titolo Apocalypse 2024, è un film di fantascienza post-apocalittica del 1975 diretto da L.Q. Jones.
Il soggetto del film è basato su un racconto di Harlan Ellison, dal titolo Un ragazzo e il suo cane (1969).

## Trama
Nell'Arizona post-apocalittica del 2024, dopo la quarta guerra mondiale, il giovane Vic riesce a comunicare telepaticamente con il suo cane Blood, con il quale interagisce soprattutto per cercare ragazze, che dopo l'apocalisse stanno nascoste, e anche per evitare che il giovane finisca nelle mire dei nomadi mutanti radioattivi.

## Premi
Il film ha vinto il Premio Hugo per la miglior rappresentazione drammatica nel 1976.